# خوسيه مونيوث
خوسيه مونيوث (بالإسبانية: Elías Muñoz)‏ (3 نوفمبر 1941 في المكسيك - ) هو لاعب كرة قدم مكسيكي في مركز الهجوم، شارك في كأس العالم 1966. وشارك مع منتخب المكسيك لكرة القدم. أما مع النوادي، فقد لعب مع تايجرز أونال ونادي أونيفرسيداد ناسيونال وزاكاتيبيك وC.F. Torreón ‏.

## وصلات خارجية
- خوسيه مونيوث على موقع الاتحاد الدولي (مؤرشف)  (الإنجليزية)
- خوسيه مونيوث على موقع قاعدة بيانات كرة القدم.إي يو (الإنجليزية)
- خوسيه مونيوث على موقع ناشيونال فوتبول تيمز (الإنجليزية)
- خوسيه مونيوث على موقع أوليمبيديا (الإنجليزية)